# August Wolfstieg
August Wolfstieg (* 21. Juni 1859 in Wolfenbüttel; † 27. Mai 1922 ebenda) war Geheimer Regierungsrat, Bibliotheksdirektor des preußischen Abgeordnetenhauses in Berlin und freimaurerischer Forscher.

## Leben
Wolfstieg war Sohn eines Sattlermeisters. In Wolfenbüttel besuchte er die Große Schule und studierte anschließend von 1879 bis 1882 in Berlin Geschichte und Philosophie. Er wurde 1882 Volontär an der Universitätsbibliothek Berlin. Nach seiner Promotion 1883 über die Stadt Goslar im 11. und 12. Jahrhundert wurde er 1885 zum Assistenten, 1891 zum Kustos ernannt. Er katalogisierte die Bibliothek des Finanzministeriums, seit 1893 verwaltete und katalogisierte er nebenbei die Bibliothek des Staatswissenschaftlichen Seminars der Universität Berlin. Ab 1897 war er Bibliotheksdirektor des preußischen Abgeordnetenhauses in Berlin.
Wolfstieg ist Namensgeber der Wolfstieg-Gesellschaft, einer deutschen Gesellschaft zur Förderung freimaurerisch-wissenschaftlicher Forschung, die 1913 gegründet wurde.
Unter Wolfstiegs Leitung wurde aus der Büchersammlung eine wissenschaftliche Institution.
1901 gründete er die erste Bibliothekarinnenschule.
Auf den Weltausstellungen Paris 1900 und St. Louis 1904 Reichskommissar für Buchwerke und Bibliothekswesen.
Neben der beruflichen Tätigkeit erforschte Wolfstieg die Freimaurerei in Deutschland und England.
1899 wurde er in die Loge Pythagoras zum flammenden Stern in Berlin aufgenommen und bekleidete 1901 bis 1904 die Funktion des Stuhlmeisters.
Die ersten Forschungsergebnisse wurden in den Schriften Christentum, Humanität und Freimaurerei, Am rauhen Stein und in der Aufsatzsammlung Der freimaurerische Gedanke veröffentlicht.
1914 wurde Wolfstieg von Alfred Unger aufgefordert, die geistesgeschichtlichen Ursprünge und Zusammenhänge der deutschen Freimaurerei geschichtlich klarzulegen.
1920 lagen die Forschungsergebnisse in dem dreibändigen Werk Ursprung und Entwicklung der Freimaurerei vor.
In den Folgejahren entstand eine Ergänzung in zwei Bänden.
Die Abschlussarbeiten konnte Wolfstieg aus gesundheitlichen Gründen (fortschreitende Erblindung) nicht persönlich mehr durchführen.
Die Veröffentlichung Die Philosophie der Freimaurerei, Band I: Freimaurerische Arbeit und Symbolik, Band II: Die geistigen, sittlichen und ästhetischen Werte in der Freimaurerei und ihre Bedeutung für die Gegenwart übernahm Alfons Dirksen.
Das Gesamtwerk wurde unter dem Gesamttitel Werden und Wesen der Freimaurerei veröffentlicht.
In Wolfenbüttel wurde die Dr.-August-Wolfstieg-Straße nach ihm benannt.
Sein Sohn Friedrich Wolfstieg (1887–1950) war in der Zeit des Nationalsozialismus Kommandeur der Schutzpolizei in Sachsen und Inspekteur der Ordnungspolizei in Brandenburg.

## Veröffentlichungen und Nachdrucke
- Die Bibliothek des Hauses der Abgeordneten zu Berlin. In: Zentralblatt für Bibliothekswesen, 1899, Band 16, S. 161–167 (online).
- Bibliographie der freimaurerischen Literatur. 3 Bände und 1 Ergänzungsband. B. Beyer, Burg / Leipzig 1911–1926; 2. Nachdruck: Olms, Hildesheim 1992, ISBN 3-487-00770-3.
- Das Baugewerbe in England und die Brüderschaft der Steinmetze. 1920.
- Die geistigen, sittlichen und ästhetischen Werte der Freimaurerei. Unger, Berlin 1922.
- Freimaurerische Arbeit und Symbolik. Unger, Berlin 1922.